# Deszno (Dziadowice)
Deszno (także: Deszna) – część wsi Dziadowice w Polsce, położona w województwie wielkopolskim, w powiecie tureckim, w gminie Malanów.
Deszno znajduje się na skraju Dziadowic (drugi zakręt w żwirową drogę w prawo za górką - z perspektywy osoby jadącej w kierunku Turku przez Budy Słodkowskie).
W latach 1975–1998 Deszno należało administracyjnie do województwa konińskiego.